# 리가성

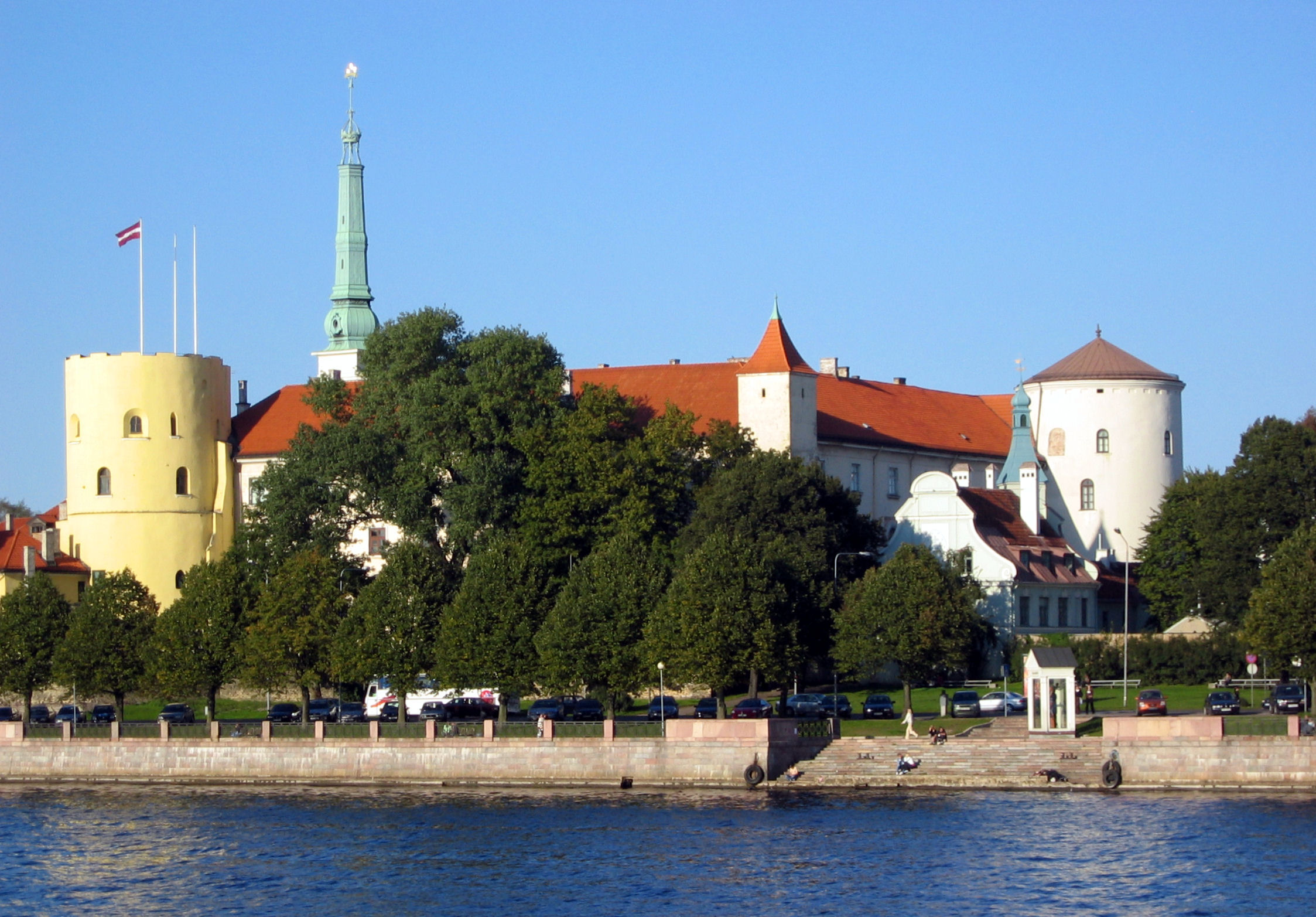
리가성

리가성(라트비아어: Rīgas pils)은 라트비아 리가에 있는 성이다.